# Yo (slang)
Yo è interiezione dello slang inglese americano. È spesso utilizzata in forma di saluto, simile all'espressione "ehi", ma ha altri significati in dipendenza dal tono, contesto, e situazione.
L'espressione è apparsa alla fine degli anni cinquanta del secolo scorso a Filadelfia, Pennsylvania, tra gli italoamericani e gli afroamericani. Probabilmente nata tra i discendenti degli immigrati napoletani a partire dalla parola guagl-io-ne.
Fece la sua prima comparsa letteraria nel romanzo di Jack Kerouac Sulla strada, edito nel 1957.
(Jack Kerouac, Sulla strada)
Un altro autore che utilizzò frequentemente la parola fu Goober Pyle; fu frequentemente usata da John Wayne nel film del 1950 Rio Grande.
Col tempo l'espressione ha assunto la forma attuale, in cui viene utilizzata come pronome personale e per rispondere all'appello. A partire dagli anni 1980, con la crescita di interesse per la cultura hip hop, tale parola molto usata nelle comunità suburbane, passò nella musica rap divenendo uno degli intercalare preferito dei rapper che tuttora utilizzano largamente, sia da solo sia in compagnia di altri termini in slang come "Yo nigga" ("Ehi negro", utilizzato tra individui di colore per ribadire le proprie comuni radici). Fu per questi motivi che l'interiezione divenne addirittura il titolo di un programma televisivo: Yo! MTV Raps, dove l'emittente musicale MTV selezionava i video hip hop. Col tempo la particella seguì il percorso del rap fuori dagli Stati Uniti, rimanendo come esortazione e/o saluto, trasformandosi quindi in una sorta di segno distintivo tra gli amanti di questa cultura.

Tuttavia il segno distintivo agli occhi dei profani si è trasformato in un modo per generalizzare e semplificare il mondo dell'hip hop, come hanno sottolineato diversi rapper, tra cui Stokka & MadBuddy nel loro brano "Anestesia della realtà pt. 2", tratto dall'album Block Notes: 
Sono vari gli artisti che hanno usato questa particella per i loro nickname: tra questi annoveriamo il cantante R&B Ne-Yo.
È curioso che il gesto di alzare e abbassare la mano durante una performance rap, associato all'interiezione "yo", derivi dal movimento dello yo-yo, antico giocattolo molto in uso nella seconda metà del Novecento.